# Stefan Eberhardt
Stefan Eberhardt (* 12. Januar 1985) ist ein ehemaliger deutscher Mittelstreckenläufer, der sich auf den 1500-Meter-Lauf spezialisiert hatte.

## Sportliche Laufbahn
Nach diversen Erfolgen im Jugendbereich wurde Eberhardt 2005 Deutscher Vizemeister über 1500 Meter in der Halle. Im selben Jahr feierte er seinen größten internationalen Erfolg, als er bei den U23-Europameisterschaften in Utrecht die Silbermedaille gewann.
Eberhardt wurde 2006 Deutscher Hallenmeister und 2008 Deutscher Meister im Freien. Er nahm an den Weltmeisterschaften 2009 in Berlin teil, schied jedoch im Vorlauf aus. Verletzungsbedingt verpasste er die Saison 2010 weitgehend. In der Folge konnte er nicht mehr an seine alten Leistungen anknüpfen und qualifizierte sich weder für die Weltmeisterschaften 2011 in Daegu noch für die Olympischen Spiele 2012 in London. 2013 wechselte er von der LG Ohra-Hörselgas zum LC Jena.
Wegen anhaltender Verletzungsprobleme beendete Eberhardt seine leistungssportliche Karriere nach der Saison 2013 und arbeitet in Vollzeit bei der Bereitschaftspolizei in Erfurt.